# Kungen av Queens

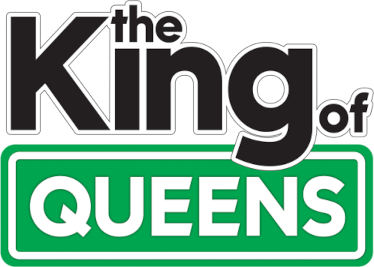

Kungen av Queens, även Kung av Queens (original: The King of Queens), är en amerikansk situationskomedi  om arbetarklassparet Doug Heffernan och  Carrie Heffernan (Kevin James och Leah Remini) som delar sitt hem i  Rego Park, Queens, New York med Carries far (Jerry Stiller). Serien sändes ursprungligen på den amerikanska tv-kanalen CBS under åren 1998–2007. Serien spelades in i Sony Pictures Studios i Culver City, Kalifornien.
I Sverige har serien bland annat sänts på Comedy Central, TV4 Komedi och TV6.

## Handling
I Kungen av Queens får vi följa Doug, en enkel man spelad av Kevin James, som bor tillsammans med sin fru Carrie, spelad av Leah Remini, i Rego Park i Queens, New York. Men deras mysiga hemmatillvaro vänds över ända när Carries far, spelad av Jerry Stiller, flyttar in i deras vardagsrum. I serien får man bland annat träffa vännerna Deacon Palmer (Victor Williams), Spencer Olchin (Patton Oswalt) och Danny Heffernan (Gary Valentine)

## Rollfigurer
- Douglas "Doug" Heffernan, spelad av Kevin James.

Doug jobbar som bilbud för IPS och har en lättsam och ganska omogen mentalitet. Enligt avsnitten "Dog Shelter" i serien får Doug reda på att han är född i Montréal i Kanada. Han är gift med Carrie Heffernan.
- Carrie Heffernan, spelad av Leah Remini.

Carrie är Dougs vackra fru. Carrie har väldigt sarkastisk humor med en vass ton. Carrie jobbar som juridisk sekreterare.

Carrie är dotter till Arthur Spooner.
- Arthur Spooner, spelad av Jerry Stiller.

Arthur är Carries far och änkeman, som bor i Dougs och Carries källare efter att bränt ner sitt oförsäkrade hem.
- Deacon Palmer, spelad av Victor Williams.

Dougs bästa vän. Deacon är den ansvarsfulla av de två, förutom att vara den klassiska "familjefadern". Han är lång och atletisk. Deacon och hans fru Kelly har två söner som heter Major och Kirby. Han ses ofta hänga med Doug, oavsett om det är på sin lunchrast, under helgen, eller för en släktträff.
- Spencer "Spence" Olchin, spelad av Patton Oswalt.

En annan vän till Doug som spelar nörden i serien. Han är inte bara väldigt paranoid, han har också ett intresse för science fiction, fantasyfilmer och serietidningsmässor - intressen som hans vänner inte delar. Arbetar som spärrvakt.
- Richard "Richie" Ianucchi (1998-2001), spelad av Larry Romano.

Richie var en av Dougs närmaste vänner, men skrevs ut ur showen i den tredje säsongen på grund av Romanos begäran om att få arbeta på en annan komediserie. Han kallade oftast Doug "Moose". Richie var brandman på FDNY.
- Daniel "Danny" Heffernan, spelad av Gary Valentine.

Danny är Dougs kusin. I början av serien har Doug en negativ syn på Danny, på gränsen till hat. Men allteftersom serien fortskred, blir de vänner och medarbetare, och regelbundet umgås de tillsammans med Deacon och Spence.
- Holly Shumpert (2001-2007), spelad av Nicole Sullivan.

Hundrastare som anställdes av Carrie för att få ut Arthur ur hemmet.

### Återkommande rollfigurer
- Kelly Palmer (1998–2001; 2003–2007), spelad av Merrin Dungey. Kelly är Carries bästa vän. Hon är fru till Deacon och de har två barn.
- Lou Ferrigno (2000–2007), spelad av Lou själv. Ferrigno och hans fru är grannar till Doug och Carrie Heffernan. Lou Ferrigno är känd för sin roll i Hulken.
- Sara Spooner (1998), spelad av Lisa Rieffel. Sara är Carries yngre halvsyster.
- Raymond "Ray" Barone, spelad av Ray Romano. Dougs vän från Long Island.

### Mindre karaktärer
| Familj                 | Familj            | Familj                       |
| Rollfigur              | Skådespelare      | Beskrivning                  |
| ---------------------- | ----------------- | ---------------------------- |
| Stephanie Heffernan    | Ricki Lake        | Dougs syster                 |
| Joseph "Joe" Heffernan | Dakin Matthews    | Dougs far                    |
| Janet Heffernan        | Jenny O'Hara      | Dougs mor                    |
| Stu                    | Gavin MacLeod     | Dannys far och Dougs farbror |
| Ung Doug               | Tyler Hendrickson | Spelar Doug som ung          |
| Ung Carrie             | Madison Lanc      | Spelar Carrie som ung        |

| Arbete                     | Arbete               | Arbete                                                              |
| Rollfigur                  | Skådespelare         | Beskrivning                                                         |
| -------------------------- | -------------------- | ------------------------------------------------------------------- |
| Förman Patrick O'Boyle     | Sam McMurray         | Dougs chef                                                          |
| Doug Pruzan                | Alex Skuby           | Carries före detta chef vid Kaplan, Hornstein & Steckler            |
| Mr. Kaplan och Mr. Kaufman | Victor Raider-Wexler | Carries före detta chef (Mr. Kaplan) och senaste chef (Mr. Kaufman) |
| Kim                        | Melissa Chan         | Carries medarbetare vid Kaplan, Hornstein & Steckler                |
| Amy                        | Christine Gonzales   | Carries medarbetare vid Kaplan, Hornstein & Steckler                |
| Dawn                       | Laura Silverman      | Carries medarbetare vid ekonomiavdelningen                          |
| Jimmy                      | Jimmy Shubert        | Dougs medarbetare vid IPS                                           |
| Duke                       | Steve Tancora        | Dougs medarbetare vid IPS                                           |
| Georgia Boone              | Lisa Banes           | Carries chef vid Dugan Group                                        |

| Grannar                 | Grannar                            | Grannar                                       |
| Rollfigur               | Skådespelare                       | Beskrivning                                   |
| ----------------------- | ---------------------------------- | --------------------------------------------- |
| Tim och Dorothy Sacksky | Bryan Cranston och Dee Dee Rescher | Grannar till Doug och Carrie                  |
| Carla Ferrigno          | Carla Ferrigno                     | Granne till Doug och Carrie, och fru till Lou |

| Övriga                               | Övriga                                      | Övriga                            |
| Rollfigur                            | Skådespelare                                | Beskrivning                       |
| ------------------------------------ | ------------------------------------------- | --------------------------------- |
| Veronica Olchin                      | Grace Zabriskie, Anne Meara                 | Spencers mor                      |
| Denise Ruth Battaglia                | Rachel Dratch                               | Spencers flickvän                 |
| Kirby Palmer                         | Omari Lyles, Marshaun Daniel, Philip Bolden | Barn till Deacon och Kelly Palmer |
| Major Palmer                         | Desmond Roberts, Austin Astrup              | Barn till Deacon och Kelly Palmer |
| Fader McAndrew                       | Joe Flaherty                                | Präst vid Heffernans kyrka        |
| Mike och Debi Ross                   | Michael Lowry och Marcia Cross              |                                   |
| Mickey                               | Ford Rainey                                 | En vän till Arthur                |
| George Barksdale                     | Gerry Black                                 |                                   |
| Marc och Abby "Shmenkman" Shropshire | Sean O'Bryan och Elisa Taylor               |                                   |
| Mr. (eller Dr.) Hofferman            | Jason Peirce                                |                                   |
| Donna                                | Sandra Taylor                               | Richies flickvän                  |

| Gästskådespelare | Gästskådespelare    | Gästskådespelare                                                                     |
| Nr               | Titel               | Skådespelare                                                                         |
| ---------------- | ------------------- | ------------------------------------------------------------------------------------ |
| 109              | Road Rayge          | Ray Romano, Brad Garrett, Peter Boyle                                                |
| 110              | Supermarket Story   | Donny Osmond                                                                         |
| 116              | S'Ain't Valentine's | Steve Schirripa                                                                      |
| 119              | Rayny Day           | Ray Romano, Doris Roberts                                                            |
| 120              | Train Wreck         | Julie Benz                                                                           |
| 208              | Dire Strayts        | Ray Romano, Patricia Heaton                                                          |
| 217              | Meet By-Product     | Donny Osmond                                                                         |
| 314              | Paint Misbehavin'   | Eric Roberts                                                                         |
| 408              | Lyin' Hearted       | Chris Elliott                                                                        |
| 423              | Eddie Money         | Eddie Money                                                                          |
| 425              | Shrink Wrap         | William Hurt, Ben Stiller (som Arthurs pappa), Erik Per Sullivan (som en ung Arthur) |
| 607              | Secret Garden       | Judge Reinhold                                                                       |
| 615              | Cheap Saks          | Janeane Garofalo                                                                     |
| 618              | Trash Talker        | Jon Favreau                                                                          |
| 623              | Shuffle Board       | William Daniels                                                                      |
| 714              | Hi, School          | Burt Reynolds                                                                        |
| 806              | Shear Torture       | Adam West                                                                            |
| 810              | Raygin Bulls        | Ray Romano                                                                           |
| 814              | Apartment Complex   | Kirstie Alley                                                                        |
| 817              | Buggie Nights       | Chris Elliott                                                                        |
| 818              | Sold-Y Locks        | Robert Goulet                                                                        |
| 822              | Fight Schlub        | Dan Henderson, Quinton Jackson, Randy Couture                                        |
| 909              | Mild Bunch          | Adam Sandler                                                                         |

## Avsnittsguide
Totalt finns det 9 säsonger och 207 avsnitt av Kungen av Queens.

### Säsong 1 (1998–1999)
| Nr | Nr | Titel                 | Sändningsdatum    |
| -- | -- | --------------------- | ----------------- |
| 1  | 1  | "Pilot"               | 21 september 1998 |
| 2  | 2  | "Fat City"            | 28 september 1998 |
| 3  | 3  | "Cello, Goodbye"      | 5 oktober 1998    |
| 4  | 4  | "Richie's Song"       | 12 oktober 1998   |
| 5  | 5  | "Paternal Affairs"    | 19 oktober 1998   |
| 6  | 6  | "Head First"          | 26 oktober 1998   |
| 7  | 7  | "The Rock"            | 2 november 1998   |
| 8  | 8  | "Educating Doug"      | 9 november 1998   |
| 9  | 9  | "Road Rayge"          | 16 november 1998  |
| 10 | 10 | "Supermarket Story"   | 7 december 1998   |
| 11 | 11 | "Noel Cowards"        | 14 december 1998  |
| 12 | 12 | "Fixer Upper"         | 21 december 1998  |
| 13 | 13 | "Best Man"            | 11 januari 1999   |
| 14 | 14 | "Dog Days"            | 18 januari 1999   |
| 15 | 15 | "Crappy Birthday"     | 1 februari 1999   |
| 16 | 16 | "S'Ain't Valentine's" | 8 februari 1999   |
| 17 | 17 | "Court Date"          | 15 februari 1999  |
| 18 | 18 | "White Collar"        | 22 februari 1999  |
| 19 | 19 | "Rayny Day"           | 1 mars 1999       |
| 20 | 20 | "Train Wreck"         | 15 mars 1999      |
| 21 | 21 | "Hungry Man"          | 5 april 1999      |
| 22 | 22 | "Time Share"          | 26 april 1999     |
| 23 | 23 | "Where's Poppa?"      | 3 maj 1999        |
| 24 | 24 | "Art House"           | 10 maj 1999       |
| 25 | 25 | "Maybe Baby"          | 17 maj 1999       |

### Säsong 2 (1999–2000)
| Nr | Nr | Titel             | Sändningsdatum    |
| -- | -- | ----------------- | ----------------- |
| 26 | 1  | "Queasy Rider"    | 20 september 1999 |
| 27 | 2  | "Female Problems" | 27 september 1999 |
| 28 | 3  | "Assaulted Nuts"  | 4 oktober 1999    |
| 29 | 4  | "Parent Trapped"  | 11 oktober 1999   |
| 30 | 5  | "Tube Stakes"     | 18 oktober 1999   |
| 31 | 6  | "Doug Out"        | 25 oktober 1999   |
| 32 | 7  | "Get Away"        | 1 november 1999   |
| 33 | 8  | "Dire Strayts"    | 8 november 1999   |
| 34 | 9  | "I, Candy"        | 15 november 1999  |
| 35 | 10 | "Roamin' Holiday" | 22 november 1999  |
| 36 | 11 | "Sparing Carrie"  | 29 november 1999  |
| 37 | 12 | "Net Prophets"    | 13 december 1999  |
| 38 | 13 | "Party Favor"     | 10 januari 2000   |
| 39 | 14 | "Block Buster"    | 17 januari 2000   |
| 40 | 15 | "Frozen Pop"      | 24 januari 2000   |
| 41 | 16 | "Fair Game"       | 7 februari 2000   |
| 42 | 17 | "Meet By-Product" | 14 februari 2000  |
| 43 | 18 | "The Shmenkmans"  | 21 februari 2000  |
| 44 | 19 | "Surprise Artie"  | 28 februari 2000  |
| 45 | 20 | "Wild Cards"      | 6 mars 2000       |
| 46 | 21 | "Big Dougie"      | 17 april 2000     |
| 47 | 22 | "Soft Touch"      | 1 maj 2000        |
| 48 | 23 | "Restaurant Row"  | 8 maj 2000        |
| 49 | 24 | "Flower Power"    | 15 maj 2000       |
| 50 | 25 | "Whine Country"   | 22 maj 2000       |

### Säsong 3 (2000–2001)
| Nr | Nr | Titel                 | Sändningsdatum   |
| -- | -- | --------------------- | ---------------- |
| 51 | 1  | "Do Rico"             | 2 oktober 2000   |
| 52 | 2  | "Roast Chicken"       | 9 oktober 2000   |
| 53 | 3  | "Fatty McButterpants" | 16 oktober 2000  |
| 54 | 4  | "Class Struggle"      | 23 oktober 2000  |
| 55 | 5  | "Strike One"          | 30 oktober 2000  |
| 56 | 6  | "Strike Two"          | 6 november 2000  |
| 57 | 7  | "Strike out"          | 13 november 2000 |
| 58 | 8  | "Dark Meet"           | 20 november 2000 |
| 59 | 9  | "Twisted Sitters"     | 27 november 2000 |
| 60 | 10 | "Work Related"        | 4 december 2000  |
| 61 | 11 | "Better Camera"       | 11 december 2000 |
| 62 | 12 | "Wedding Presence"    | 8 januari 2001   |
| 63 | 13 | "Hi Def-Jam"          | 29 januari 2001  |
| 64 | 14 | "Paint Misbehavin'"   | 5 februari 2001  |
| 65 | 15 | "Deacon Blues"        | 12 februari 2001 |
| 66 | 16 | "Horizontal Hold"     | 19 februari 2001 |
| 67 | 17 | "Inner Tube"          | 26 februari 2001 |
| 68 | 18 | "Papa Pill"           | 18 mars 2001     |
| 69 | 19 | "Package Deal"        | 9 april 2001     |
| 70 | 20 | "Separation Anxiety"  | 16 april 2001    |
| 71 | 21 | "Departure Time"      | 30 april 2001    |
| 72 | 22 | "Swim Neighbors"      | 7 maj 2001       |
| 73 | 23 | "S'no Job"            | 14 maj 2001      |
| 74 | 24 | "Pregnant Pause (1)"  | 21 maj 2001      |
| 75 | 25 | "Pregnant Pause (2)"  | 28 maj 2001      |

### Säsong 4 (2001–2002)
| Nr  | Nr | Titel             | Sändningsdatum    |
| --- | -- | ----------------- | ----------------- |
| 76  | 1  | "Walk, Man"       | 24 september 2001 |
| 77  | 2  | "Sight Gag"       | 1 oktober 2001    |
| 78  | 3  | "Mean Streak"     | 8 oktober 2001    |
| 79  | 4  | "Friender Bender" | 15 oktober 2001   |
| 80  | 5  | "No Retreat"      | 22 oktober 2001   |
| 81  | 6  | "Ticker Treat"    | 29 oktober 2001   |
| 82  | 7  | "Lyin' Hearted"   | 5 november 2001   |
| 83  | 8  | "Life Sentence"   | 12 november 2001  |
| 84  | 9  | "Veiled Threat"   | 19 november 2001  |
| 85  | 10 | "Oxy Moron"       | 26 november 2001  |
| 86  | 11 | "Depo Man"        | 10 december 2001  |
| 87  | 12 | "Ovary Action"    | 17 december 2001  |
| 88  | 13 | "Food Fight"      | 7 januari 2002    |
| 89  | 14 | "Double Downer"   | 14 januari 2002   |
| 90  | 15 | "Dougie Nights"   | 5 februari 2002   |
| 91  | 16 | "No Orleans"      | 25 februari 2002  |
| 92  | 17 | "Missing Links"   | 4 mars 2002       |
| 93  | 18 | "Hero Worship"    | 18 mars 2002      |
| 94  | 19 | "Screwed Driver"  | 25 mars 2002      |
| 95  | 20 | "Lush Life"       | 8 april 2002      |
| 96  | 21 | "Bun Dummy"       | 29 april 2002     |
| 97  | 22 | "Patrons Ain't"   | 6 maj 2002        |
| 98  | 23 | "Eddie Money"     | 13 maj 2002       |
| 99  | 24 | "Two Thirty"      | 20 maj 2002       |
| 100 | 25 | "Shrink Wrap"     | 20 maj 2002       |

### Säsong 5 (2002–2003)
| Nr  | Nr | Titel               | Sändningsdatum    |
| --- | -- | ------------------- | ----------------- |
| 101 | 1  | "Arthur, Spooner"   | 23 september 2002 |
| 102 | 2  | "Window Pain"       | 30 september 2002 |
| 103 | 3  | "Holy Mackerel"     | 7 oktober 2002    |
| 104 | 4  | "Kirbed Enthusiasm" | 14 oktober 2002   |
| 105 | 5  | "Mammary Lane"      | 21 oktober 2002   |
| 106 | 6  | "Business Affairs"  | 28 oktober 2002   |
| 107 | 7  | "Flame Resistant"   | 4 november 2002   |
| 108 | 8  | "Flash Photography" | 11 november 2002  |
| 109 | 9  | "Connect Four"      | 18 november 2002  |
| 110 | 10 | "Loaner Car"        | 25 november 2002  |
| 111 | 11 | "Mentalo Case"      | 16 december 2003  |
| 113 | 13 | "Attention Deficit" | 20 januari 2003   |
| 114 | 14 | "Prints Charming"   | 3 februari 2003   |
| 115 | 15 | "Animal Attraction" | 10 februari 2003  |
| 116 | 16 | "Golden Moldy"      | 17 februari 2003  |
| 117 | 17 | "S'Poor House"      | 24 februari 2003  |
| 118 | 18 | "Steve Moscow"      | 10 mars 2003      |
| 119 | 19 | "Cowardly Lyin'"    | 31 mars 2003      |
| 120 | 20 | "Driving Reign"     | 14 april 2003     |
| 121 | 21 | "Clothes Encounter" | 21 april 2003     |
| 122 | 22 | "Queens'bro Bridge" | 28 april 2003     |
| 123 | 23 | "Dog Shelter"       | 5 maj 2003        |
| 124 | 24 | "Taste Buds"        | 12 maj 2003       |
| 125 | 25 | "Bed Spread"        | 19 maj 2003       |